# Santapankki
Santapankki är en ö i Finland. Den ligger i Bottenviken och i kommunen Ijo i den ekonomiska regionen  Oulunkaari i landskapet Norra Österbotten, i den norra delen av landet. Ön ligger omkring 37 kilometer nordväst om Uleåborg och omkring 560 kilometer norr om Helsingfors.
Öns area är 2,8 hektar och dess största längd är 490 meter i sydöst-nordvästlig riktning.